# Sybil (mèo)
Sybil (2006 – 27 tháng 7 năm 2009) là một con mèo sống ở số 11 và số 10 phố Downing. Được đặt theo tên của Sybil Fawlty từ chương trình truyền hình Fawlty Towers, Sybil là mèo cưng của Bộ trưởng Bộ Tài chính khi đó – Alistair Darling.
Khi được giới thiệu vào tháng 9 năm 2007, Sybil – với hai màu đen và trắng – là con mèo đầu tiên ở phố Downing kể từ khi Humphrey được cho là đã bị loại bỏ vào tháng 11 năm 1997 do Cherie Blair (vợ của Tony Blair) bị ác cảm với mèo. Tháng 1 năm 2009, Sybil trở lại Edinburgh. Ngày 27 tháng 7 cùng năm, Sybil qua đời tại Edinburgh sau một thời gian ngắn bị bệnh.